# Koloman Ladislav Brezány
Koloman Ladislav Brezány (25. června 1905, Žilina – 30. června 1991, Žilina) byl slovenský voják, vysokoškolský vojenský pedagog, partyzán, armádní důstojník se zásluhami na vybudovaní české a slovenské armády.

## Život
Narodil se v Žilině ve staré slovenské rodině (původně žilinských měšťanů a zemanů). Jeho otec byl vedoucím vozmistrů na trati Košicko-bohumínské dráhy a později odborný dozor při budování československých železnic.

### Mládí
Své mládí prožil v Žilině, kde absolvoval základní (ľudovú) školu, po níž nastoupil na státní reálku Jána Palárika v Žilině. Zde v roce 1922 i úspěšně maturoval. Zakrátko nato se zapsal na Vojenskou akademii v Hranicích, kterou navštěvoval v letech 1922–1924.

### Služba v armádě v předválečné Československé republice
Jako čerstvý absolvent Vojenské akademie v Hranicích byl ještě v roce 1924 odeslán do aplikační školy pro dělostřelecké důstojníky v Olomouci. Výborné výsledky, bystrá mysl a skvělá fyzická kondice potvrdily správnost kariérní volby a po vojenské akademii a krátkém působení u dělostřeleckého pluku pokračoval studiem na Vysoké škole vojenské v Praze (1935–1938), kterou ukončil už s hodností kapitána dělostřeleckého pluku.
Jako aktivní důstojník a čerstvý absolvent VŠV byl zařazen k velitelství 2. divize v Plzni jako přidělený důstojník. Koloman Brezány se zúčastnil i mobilizace československé armády v roce 1938, která byla vyhlášena ČSR jako reakce na nátlak fašistického Německa o postoupení části československého území. Pozdější ztrátu těchto území vnímal jako bolestné oslabení Československé republiky, jejíž existence se v té době už de facto chýlila ke konci.

### Služba v armádě Slovenské republiky a druhá světová válka
Po vzniku samostatné Slovenské republiky, 14. března 1939, se Koloman Brezány stal příslušníkem slovenské armády. Díky vynikajícím služebním výsledkům a pro nedostatek kvalifikovaných špičkových důstojníků ve slovenské armádě byl přeřazen z původní stavovské skupiny dělostřelectva do skupiny důstojníků generálního štábu, kde velmi rychle prokázal své schopnosti a byl povýšen na majora generálního štábu.
Mjr. gšt. Koloman Brezány se zúčastnil i tažení slovenské armády proti Polsku, při němž zastával významnou štábní funkci, byl přednostou 3. (operačního) oddělení velitelství polní armády „Bernolák“. Během tohoto tažení se vlastním diplomatickým nasazením zasloužil o nekrvavé obsazení polského městečka Zakopane, při kterém údajně nepadl jediný výstřel. Byly to právě zbytečné ztráty na životech a rostoucí německá agrese, které jej přiměly přehodnotit své profesionální i životní postoje.
V roce 1940 se zasloužil i o převoz tří vlakových souprav naložených střelivem a určených pro Německo do Jugoslávie, kde byla munice později použita právě k boji proti Třetí říši. Za tento počin si kromě vysokého ocenění z Jugoslávie vysloužil i pronásledování a vyšetřování z německé strany.
Přesto se ještě, už jako podplukovník generálního štábu, s nevolí účastnil i tažení Slovenské armády proti SSSR po boku Německé armády v rámci operace „Barbarossa“ v roce 1941 a přímo též počátečních bojových operací proti SSSR na Ukrajině.
Po návratu z bojového pole byl ještě v roce 1941 ustanoven přednostou historického oddělení Ministerstva Národní obrany. V roce 1942 byl opět povolán na frontu, tentokrát jako náčelník štábu Rychlé divize, které velel generál II. třídy Štefan Jurech. Na přelomu let 1942/1943 byl účastníkem a aktérem příprav dohody o přechodu Rychlé divize do zajetí Rudé armády, která ale nebyla realizována.
V roce 1943 se posléze vrátil na Slovensko, kde byl z Bratislavy převelen do Žiliny jako oblastní velitel branné výchovy. Rok 1944 byl pro Kolomana Brezányho značně turbulentní ve smyslu názorových třenic s velením a hrozilo mu i propuštění do výslužby.

### Slovenské národní povstání
Po zahájení Slovenského národního povstání se Koloman Brezány nacházel v Žilině, což mu umožnilo aktivně se zapojit do odboje. Jako zkušený velící důstojník okolo sebe vytvořil partyzánskou skupinu, která operovala v obvodu pozdější IV. taktické skupiny 1. čs. armády na Slovensku v okolí Prievidzy a Handlové. Od 2. září 1944 do 3. května 1945 vykonával funkci styčného důstojníka u partyzánské brigády gen. M. R. Štefánika.
Později se stal jedním z velitelů partyzánských jednotek poté, co byla 1. čs. armáda na Slovensku zatlačená do hor v Kuneradu. Poté, co MNO zjistilo, že se pplk. Koloman Brezány zapojil jako partyzánský velitel do SNP, ho nový ministr národní obrany Štefan Haščík ještě v roce 1944 propustil ze sboru důstojníků z povolání a degradoval ho na „strelníka“ v záloze.

### Služba v obnovené Československé armádě
V závěru II. světové války byl Koloman Brezány opět přijat jako podplukovník dělostřelectva do československé armády. Od května 1945 potom působil jako posádkový velitel v Turčianskom Sv. Martině, odkud byl převelen do Banské Bystrice, kde zastával funkci velitele dělostřelectva a zástupce velitele divize.
Jako většina důstojníků účastnících se SNP, kteří se chtěli dále kariérně rozvíjet, se i Koloman Brezány stal po druhé světové válce v dobré víře členem KSČ. Jako zasloužilý partyzán byl s účinností od 1. dubna 1946 následně povýšen na plukovníka generálního štábu.
V roce 1948 byl povolán do Nejvyšší vojenské školy v Praze, kde úspěšně absolvoval III. kurz pro vyšší velitele, po kterém mělo následovat povýšení do hodnosti generála. O tom, že rok 1948 byl pro něj mimořádně příznivý, svědčí i dobové kuloární indicie, které Kolomana Brezányho přisuzovaly dokonce post ministra národní obrany.[zdroj?]

### Změna politického klimatu a konec vojenské kariéry
Situace se však radikálně změnila už v roce 1949, kdy plk. Koloman Brezány definitivně ukončil školu výrazně podhodnocen. V tomto období se totiž už začínala projevovat rostoucí politická komunistická mašinérie, pro jejíž představitele začínal být Koloman Brezány nepohodlný. To se odrazilo už na jeho posudku, který zněl: „politicky nie je spoľahlivý“.
Jakkoliv pozitivně byl hodnocen v ostatních oblastech své činnosti, a ačkoliv všechny jeho vojenské výsledky ho předurčovaly k povýšení, pro vrcholné představitele Komunistické strany v Československu se stal politickou a konkurenční hrozbou. Podle tehdy standardního modelu byl nejdříve označen za nepřítele lidu a po nucené dovolené v roce 1950 byl propuštěn z armády.
Bez udání relevantních důvodů mu byla k 1. listopadu 1950 dokonce potupně odňata i vojenská hodnost Plk. gšt. a nadále byl evidován jen jako voják v záloze. Mocenské složky tehdejšího Československa však měly z jeho možných budoucích aktivit stále velké obavy, a tak se rozhodly zničit nejen kariéru Kolomana Brezányho, ale i jeho reputaci a osobní život.

### Život v komunistické totalitě a snahy o odčinění křivd
Koloman Brezány po propuštění z československé armády nemohl získat zaměstnání na žádném státním či městském úřadě, ba dokonce ani v žádné administrativní složce jakéhokoliv podniku. Toto všechno mělo za cíl zabránit mu získat jakýkoliv, i jen nepatrný společenský vliv. Ačkoliv se Koloman Brezány nikdy nevzdal svého boje za spravedlnost, odčinění křivd a navrácení svého bývalého statusu a vojenských hodností, nedařilo se mu to.
Musel vykonávat jen různé manuální práce jako dělník, aby vůbec přežil a uživil rodinu. Kromě toho čelil on i jeho rodina tvrdému diskreditačnímu tlaku, pronásledování, odposlechům a jinému znevýhodňování ve společnosti. Dokonce stačilo, aby se stal i jen vedoucím pracovní skupiny dělníků, už byl vyšetřován místními složkami Státní bezpečnosti. Tvrdá 50. a mírnější 60. léta se v každém případě v životě Kolomana Brezányho projevila tím, že byl odstraněn ze všeobecného povědomí. První vážnější pokus o rehabilitaci začal až v roce 1968, kdy agenda Alexandra Dubčeka začala Kolomanův případ řešit. Dějinné události po vpádu vojsk Varšavské smlouvy 21. srpna 1968 do ČSSR a následné nové zpřísnění socialistického režimu však rehabilitaci Kolomana Brezányho znemožnily. V roce 1971 byl věc takto uzavřena.

### Na sklonku života
Po dlouholetém úsilí o odčinění křivd minulého režimu se Koloman Brezány dočkal v roce 1991 rehabilitace, jíž mu byla navrácena vojenská hodnost a hodnost Plk. gšt. v. v. a byla mu udělena Medaile za výstavbu České a Slovenské armády I. stupně. Krátce po rehabilitaci, 30. června 1991, plukovník generálního štábu Koloman Ladislav Brezány zemřel. Byl pochován s řádným vojenským ceremoniálem na hřbitově v Žilině.

## Vyznamenání
- 1939 – něm. Železný kříž II. třídy (Eiserne Kreuz II. Klasse)
- 1939 – slov. Pamätná medaila za obranu Slovenska se štítkem „Javorina“
- 1940 – slov. Medaila „Za zásluhy“
- 1940 – slov. Vyznamenání za hrdinství III. stupně
- 1940 – slov. Vyznamenání za hrdinství II. stupně
- 1941 – chorv. Řád koruny krále Zvonimíra I. stupně s meči (Red Krune kralja Zvonimira I. stupnja s mačevima)
- 1942 – slov. Pamětní odznak Rychlé divize
- 1944 – slov. Vojenský vítězný kříž
- 1944 – slov. Řád Slovenského národního povstání II. třídy
- 1945 – За Победу над Германией
- 1991 – slov. Medaila za výstavbu České a Slovenské Armády I. stupně

## Dílo
K. L. Brezány, jako přednášející na Vysoké škole vojenské, podrobně zpracovával všechny operace II. světové války, které opatřil mapami a vlastními komentáři. Jeho přednášky byly velmi oblíbené u posluchačů, i když byl v hodnocení studentů přísný.
Do konce vojenské kariéry vytvořil monumentální dvacetisvazkový sborník, který nazval „Dejiny Vojny/Dejiny Války“. Tento sborník obsahoval podrobně rozpracované vojenské operace, s přidaným vlastním odborným komentářem. Všechny exempláře tohoto díla spálil sám autor po roce 1950, protože se obával, že by mohly být použity proti němu v politických procesech.
Během svého života používal pseudonymy Brezáni Koloman, Koloman Brezany nebo K.L.B.

### Vědecké práce
- 1948 – Dejiny Vojny (Dejiny Války)